# TeVe-Blad (wielerploeg)
TeVe-Blad was een Belgische wielerploeg actief vanaf 1984 tot 1987. Ploegleider was Paul De Baeremaeker met oud-wielrenner Frans Van Looy als zijn adjunct. Vanaf 1988 vond De Baeremaeker nieuwe sponsors en was hij samen met een aantal wielrenners van Team Teve-Blad actief in team Intral Renting-Nec-Ricoh-Merckx.

## Bekende renners
- Rudy Colman (1984)
- Alain De Roo (1984 - 1987)
- Johnny De Nul (1984)
- Walter Schoonjans (1984)
- Eric Van De Wiele (1984)
- Etienne Van der Helst (1984)
- Francis Vermaelen (1985)
- Dirk Heirweg (1986 - 1987)
- Rik Van Slycke (1986 - 1987)
- Willem Wijnant (1986)
- Ludo Giesberts (1987)